# Club Baloncesto Canarias
Il Cantera Base 1939 Canarias, attualmente conosciuto come Lenovo Tenerife per motivi di sponsorizzazione, è una squadra professionistica di basket spagnola con sede a San Cristóbal de La Laguna, nelle isole Canarie e gioca nel palazzetto dello sport Santiago Martín. Attualmente milita nella Liga ACB.

## Storia
Il Club Baloncesto Canarias nasce nel 1939 per ereditare l'attività cestistica del CB Olimpic. Juan Ríos Tejera fu il primo presidente. Nei primi anni della sua storia il club disputò solo campionati locali. La prima stagione a livello nazionale venne giocata nel 1975-76, quando militò nella Primera División B. L'arrivo nella massima categoria nazionale arriva nella stagione 1982/1983 con Pablo Casado come allenatore. A partire da quell'anno, il club milita per otto stagioni nella Liga ACB. Il punto più alto di questa parentesi positiva viene raggiunto alla fine degli anni ottanta, con due sesti posti nelle stagioni 1986-87 e 1987-88. In queste due stagioni arrivano anche le qualificazioni in Coppa Korać. La retrocessione dalla Liga ACB arriva nella stagione 1990-91 e coincide con il declino della società, sia a livello economico che sportivo. Il club riparte la propria avventura dalle serie regionali con il nome di Cantera Base 1939 Canarias. La promozione nella Liga EBA arriva al termine della stagione 1996/1997 con il coach Jou Costa. Nel campionato 2001/2002 il club sale in Liga LEB II e, dopo cinque stagioni nell'allora terza divisione spagnola, il Canarias conquista, nella stagione 2007/2008, la promozione nella Liga LEB Oro con Alejandro Martínez in panchina.
L'8 Aprile 2012, è promosso in Liga ACB con tre turni di anticipo rispetto al termine della stagione, dopo aver sconfitto il Lleida Bàsquet per 91-77, e ritorna nell'élite della pallacanestro spagnola dopo vent'anni.
Il club conquista il suo primo trofeo nel 2017, battendo nella finale casalinga della Basketball Champions League il Bandirma Banvit con il risultato di 63-59. Qualche mese più tardi si aggiudica anche la Coppa Intercontinentale superando, sempre tra le mura amiche, il Guaros de Lara con il punteggio di 76-71.

## Palmarès
- Liga LEB Oro: 1

2011-2012
- ' Copa Príncipe de Asturias: 1

2012
- Basketball Champions League: 2

2016-2017, 2021-2022
- Coppa Intercontinentale: 3

2017, 2020, 2023

## Roster 2021-2022
Aggiornato al 19 luglio 2021.
| Club Baloncesto Canarias 2020-2021 | Club Baloncesto Canarias 2020-2021 |
| Giocatori                          | Staff tecnico                      |
| ---------------------------------- | ---------------------------------- |

| N. | Naz.                                                   | Ruolo | Nome                    | Anno | Alt.   | Peso   |  |
| -- | ------------------------------------------------------ | ----- | ----------------------- | ---- | ------ | ------ |  |
| 6  | Uruguay (bandiera) · Italia (bandiera)                 | P     | Bruno Fitipaldo         | 1991 | 184 cm | 85 kg  |  |
| 7  | Spagna (bandiera)                                      | AG    | Sean Smith García       | 1995 | 204 cm | 88 kg  |  |
| 9  | Brasile (bandiera) · Italia (bandiera)                 | P     | Marcelinho Huertas (C)  | 1983 | 191 cm | 85 kg  |  |
| 10 | Finlandia (bandiera)                                   | G     | Sasu Salin              | 1991 | 190 cm | 86 kg  |  |
| 13 | Spagna (bandiera)                                      | AP    | Sergio Rodríguez Febles | 1993 | 204 cm | 95 kg  |  |
| 15 | Spagna (bandiera)                                      | AP    | Joan Sastre             | 1991 | 201 cm | 82 kg  |  |
| 19 | Georgia (bandiera)                                     | C     | Giorgi Shermadini       | 1989 | 217 cm | 120 kg |  |
| 22 | Bosnia ed Erzegovina (bandiera) · Finlandia (bandiera) | AG    | Emir Sulejmanović       | 1995 | 206 cm | 111 kg |  |
| 33 | Stati Uniti (bandiera) · Canada (bandiera)             | AG    | Kyle Wiltjer            | 1992 | 208 cm | 110 kg |  |
| 35 | Spagna (bandiera)                                      | C     | Fran Guerra             | 1992 | 214 cm | 113 kg |  |
| 42 | Canada (bandiera) · Paesi Bassi (bandiera)             | A     | Aaron Doornekamp        | 1985 | 201 cm | 96 kg  |  |

| Allenatore |
| - Txus Vidorreta                                                                                                  |
| Assistente/i |
| - Marco Antonio Justo - Santiago Lucena - Nacho Yáñez Legenda - (C) Capitano - (IN) Inattivo - Infortunato Roster |